# Nitendra Singh Rawat
Nitendra Singh Rawat (* 29. September 1986 in Garur, Uttarakhand) ist ein indischer Leichtathlet, der sich auf den Langstreckenlauf spezialisiert hat.

## Sportliche Laufbahn
Erste internationale Erfolge feierte Nitendra Singh Rawat beim Mumbai Standard Chartered Half Marathon 2013, bei dem er nach 1:06:16 h als erster die Ziellinie überquerte. Anschließend erreichte er beim Incheon-Halbmarathon nach 1:04:07 h Rang sechs und belegte bei den Asienmeisterschaften in Pune in 14:19,43 min den fünften Platz im 5000-Meter-Lauf. 2016 siegte er dann bei den Südasienspielen in Guwahati in 2:15:18 h im Marathonlauf und qualifizierte sich damit für die Olympischen Sommerspiele in Rio de Janeiro, bei denen er nach 2:22:52 h auf Rang 83 einlief.

## Persönliche Bestzeiten
- 5000 Meter: 13:55,28 min, 23. April 2013 in Patiala
- 10.000 Meter: 29:59,52 min, 30. April 2016 in Neu-Delhi
- Halbmarathon: 1:04:07 h, 31. März 2013 in Incheon
- Marathon: 2:15:18 h, 12. Februar 2016 in Guwahati